# Grand Prix Challenge
Grand Prix Challenge est un jeu vidéo de Formule 1 sur PlayStation 2 qui couvre la saison 2002 du championnat du monde de Formule 1.

## Système de jeu
Grand Prix Challenge propose plusieurs modes de jeu :
- Course rapide : Le joueur à la possibilité de choisir le circuit, l'écurie et le pilote ; il ne dispute que la course.
- Grand Prix : Le joueur peut choisir le circuit, l'écurie et le pilote ; il dispute les essais, les qualifications, le warm up et la course.
- Championnat : Le joueur dispute l'intégralité de la saison de Formule 1 avec l'écurie et le pilote de son choix.
- Challenge Grand Prix : Le joueur doit relever une série de challenges auxquels sont confrontés les pilotes de Formule 1.
- Contre la montre : Le joueur doit réaliser le meilleur temps sur un circuit avec la voiture et le pilote de son choix.

## Pilotes et monoplaces
| Écurie                     | Constructeur | Châssis     | Moteur       | Pneus | no | Pilotes               |
| -------------------------- | ------------ | ----------- | ------------ | ----- | -- | --------------------- |
| Scuderia Ferrari Marlboro  | Ferrari      | F2001 F2002 | Ferrari V10  | B     | 1  | Michael Schumacher    |
| Scuderia Ferrari Marlboro  | Ferrari      | F2001 F2002 | Ferrari V10  | B     | 2  | Rubens Barrichello    |
| West McLaren Mercedes      | McLaren      | MP4-17      | Mercedes V10 | M     | 3  | David Coulthard       |
| West McLaren Mercedes      | McLaren      | MP4-17      | Mercedes V10 | M     | 4  | Kimi Räikkönen        |
| BMW Williams F1 Team       | Williams     | FW24        | BMW P82 V10  | M     | 5  | Ralf Schumacher       |
| BMW Williams F1 Team       | Williams     | FW24        | BMW P82 V10  | M     | 6  | Juan Pablo Montoya    |
| Sauber Petronas            | Sauber       | C21         | Petronas V10 | B     | 7  | Nick Heidfeld         |
| Sauber Petronas            | Sauber       | C21         | Petronas V10 | B     | 8  | Felipe Massa          |
| Sauber Petronas            | Sauber       | C21         | Petronas V10 | B     | 8  | Heinz-Harald Frentzen |
| DHL Jordan Honda           | Jordan       | EJ12        | Honda V10    | B     | 9  | Giancarlo Fisichella  |
| DHL Jordan Honda           | Jordan       | EJ12        | Honda V10    | B     | 10 | Takuma Satō           |
| Lucky Strike BAR Honda     | BAR          | 004         | Honda V10    | B     | 11 | Jacques Villeneuve    |
| Lucky Strike BAR Honda     | BAR          | 004         | Honda V10    | B     | 12 | Olivier Panis         |
| Mild Seven Renault F1 Team | Renault      | R202        | Renault V10  | M     | 14 | Jarno Trulli          |
| Mild Seven Renault F1 Team | Renault      | R202        | Renault V10  | M     | 15 | Jenson Button         |
| Jaguar Racing              | Jaguar       | R3          | Cosworth V10 | M     | 16 | Eddie Irvine          |
| Jaguar Racing              | Jaguar       | R3          | Cosworth V10 | M     | 17 | Pedro de la Rosa      |
| Orange Arrows              | Arrows       | A23         | Cosworth V10 | B     | 20 | Heinz-Harald Frentzen |
| Orange Arrows              | Arrows       | A23         | Cosworth V10 | B     | 21 | Enrique Bernoldi      |
| KL Minardi Asiatech        | Minardi      | PS02        | Asiatech V10 | M     | 22 | Alex Yoong            |
| KL Minardi Asiatech        | Minardi      | PS02        | Asiatech V10 | M     | 22 | Anthony Davidson      |
| KL Minardi Asiatech        | Minardi      | PS02        | Asiatech V10 | M     | 23 | Mark Webber           |
| Panasonic Toyota Racing    | Toyota       | TF102       | Toyota V10   | M     | 24 | Mika Salo             |
| Panasonic Toyota Racing    | Toyota       | TF102       | Toyota V10   | M     | 25 | Allan McNish          |

## Accueil
- Jeux vidéo Magazine : 16/20[1]